# 鮑勃敦 (印第安納州)
鮑勃敦（英語：Bobtown）是位於美國印地安納州傑克遜縣的一個非建制地區。該地的面積和人口皆未知。